# Limnophila pardalota
Limnophila pardalota är en tvåvingeart som beskrevs av Alexander 1931. Limnophila pardalota ingår i släktet Limnophila och familjen småharkrankar. Inga underarter finns listade i Catalogue of Life.